# القديس مار ابرام القيدوني
القديس العظيم ما أبرام القيدوني (هو المتنيح عام 360) ولقد كان ناسكًا وكاهنًا في الكنيسة المسيحية.

## سيرة القديس
روى لنا القديس أفرام السرياني قصة ناسك يدعى إبراهيم أو أبرام أو إبراميوس القيدوني بالأنجليزية Abraham of Kidunaia، وكان معاصرًا له من وطنه، أحبه جدًا لنسكه مع اتساع قلبه بالحب وشوقه لخلاص كل نفس، كثيرًا ما كان يزوره ويتحدث معه. وقد جاءت القصة مشابهة لقصة تاييس لأناتول فرانس Anatole France التي كتبها بعد أحداث هذه القصة بقرون طويلة. تحتفل الكنيسة الغربية بعيده في 16 مارس.

## حداثته
ولد إبراهيم في مدينة الرها أو أحد ضواحيها، وقد دعي «القيدوني» نسبة إلى قرية قيدون Kidunaa بجوار الرها Edessa، من بيت كريم كثير الغنى، هذبه والداه بالثقافة والفلسفة مع التقوى والورع.
عافت نفس الفتى كل غنى هذا العالم ومباهجه، وإذ أدرك والداه تقشفه الزائد وميله للعزلة إذ كان يقضي أوقاته في العبادة مع الدراسة والتأمل خشي أن يتركهما ابنهما المحبوب لديهما إلى الحياة النسكية فألزماه بالزواج. ومن أجل حيائه وتقواه لم يستطع مقاومة والديه، فوجد نفسه قد ارتبط بعروس في الكنيسة.
بقى الوالدان يقيمان الحفلات لمدة أسبوع كأهل زمانهم من أجل زواج ابنهما.... وقبل أن يتعرف الشاب على عروسه تسلل ليلًا واختفى. صار الكل يبحث عنه حتى وجدوه بعد 17 يومًا مختفيًا في مغارة خارج المدينة.

## حياته النسكية
عبثًا حاول السعاة أن يردوه إلى البيت إذ وضع في قلبه أن يعيش بتولًا، يمارس الحياة النسكية والتعبدية..... (لا نعرف ما موقف عروسه إذ لا يليق به أن يتركها دون موافقتها).
قيل أنه بنى المغارة بالطوب ولم يترك إلا طاقة صغيرة يتناول منها طعامه، وعاش في المغارة يمارس العبادة الملائكية مع جهاد ضد قوات الظلمة.
إن كان إبراهيم قد هرب من العالم وملذاته واهتماماته لكنه بقلب متسع بالحب لله والناس، لهذا تحولت مغارته إلى سّر بركة لكثيرين، فصارت ملجأ لكل حزين ومتألم ومريض، يجد الكل فيه قلبًا محبًا ونفسًا ملتهبة بالروح، يسند كل القادمين إليه.

## أبرام الكاهن
فرح أسقف الرها بهذا الناسك الذي صار بركة للمدينة وتعزية للكثيرين، وسّر بناء روحي لنفوس كثيرة.... وإذ كان الأسقف متألمًا بسبب أهل «بيت قيدون Beth - Keduna» في ضواحي الرها، إذ كانوا وثنيين قساة القلب لا يستجيبون لأي عمل كرازي، ألّح على إبراهيم أن يقبل السيامة كاهنًا ليخدم بين هذه النفوس.
أمام محبته لخلاص كل نفس قَبِل السيامة وانطلق إلى المدينة وسط الوثنيين الذين عاملوه بقسوة، حتى ضرب أكثر من مرة وألُقى بين القاذورات حاسبين أنه مات.... وكان إذ يسترد أنفاسه يعود إليهم ثانية ويتحدث معهم عن إنجيل المسيح.... وبعد ثلاثة أعوام إذ رأوا صبره ووداعته وقداسة سلوكه آمنوا بالسيد المسيح واعتمدوا.
التف الكل حوله وتحولت المدينة إلى مقدس للرب.... وفرح الأسقف جدًا، لكن فجأة إذ اطمأن الكاهن عليهم اختفى راجعًا إلى مسكنه، فبكاه الكل.... وسام لهم الأسقف كاهنًا يرعاهم.

## مع مريم ابنة أخيه
قيل أنه بعد عودته إلى مغارته مات أخوه وترك ابنة يتيمة الأب والأم تدعى مريم، كانت في السابعة من عمرها.... فاستأجر لها موضعًا بجواره وكان يهتم برعايتها ويدربها على تلاوة المزامير والحياة المقدسة في الرب، فتقدمت في الفضيلة وأحبت الحياة النسكية ممتثلة بعمها الأب أبرام.
استطاع أحد الشبان أن يخدعها حتى سقطت معه في الخطية، وإذ خشيت الالتقاء مع عمها هربت بعيدًا وتحولت إلى حياة الدنس والنجاسة بعنف.
بكاها القديس إبراهيم كثيرا، وكرّس صلوات ومطانيات وأصوام من أجل خلاصها.... وأخيرًا إذ عرف مكانها تخَفى في زي آخر والتقى بها حتى لا تهرب منه.... وبروح الوداعة مع دموع غزيرة ردها إلى التوبة، فرجعت معه مملوءة رجاءً مع انسحاق قلب، وقضت بقية حياتها تمارس التوبة مع نسك شديد. أما هو فإذ ردّ ابنة أخيه لم يبق كثيرًا بل أسلم روحه الطاهرة في يدي الرب الذي أحبه.

## قال عنه كاتب سيرته
«لم يُر قط ضاحكًا، بل كان يتطلع إلى كل يوم أنه يومه الأخير. مع هذا فكان محياة نشيطًا، كامل الصحة وقوي البنية كما لو كان لا يمارس حياة التوبة».
حياته صورة حيّة لتكامل الفكر النسكي مع التهاب القلب بالحب الإنجيلي، والتحام الحياة التأملية بالكرازة، واهتمام النفس بخلاصها خلال حبها لخلاص الكل.
كتب مار إبراهيم صلوات وأدعية ضُم بعضها إلى كتاب «الأجبية» السرياني، أي صلوات الرهبان السبع. وقد نظُمت أناشيد سريانية كثيرة مستوحاة من توبة ابنة أخي مار إبراهيم، منها مرقاة أو سيبلتو (منظومة سريانية ملحّنة) لمار أفرام السرياني، قام بترجمتها إلى العربية غبطة البطريرك مار اغناطيوس زكا الأول عواص، جاء فيها:
"مبارك هو المسيح الذي يفتح باب رحمته للخطاة التائبين، ألا فلأتنهد باكية على حياتي!
الويل لي، ماذا أصابني؟ وكيف سقطت؟ يا رب ارحمني....
لقد اختارني ابن الملك (السماوي) ودعاني لأفرح بوليمته، إلا أنني فضّلت فرح البشر. فيا رب ارحمني.
ويلاه! فإن الدير الذي اتشحت فيه بالإسكيم الرهباني يندبني الآن،
وإن الشيخ الذي ألبسني الإسكيم ينتحب عليّ بحزن عميق،
آه منك أيها الشرير ماذا فعلت بي؟!
لقد نزعت عني الإسكيم المقدس، وارتديت حلة زانية....
الويل لي.... فيا رب ارحمني....
لقد نسيت مطالعة الكتب المقدسة، فالويل لي.
وأبدلتها بصوت مزمار منكر. فيا رب ارحمني.
ويلاه! فقد كنت حمامة طاهرة ووديعة،
وسقطت بين شدقي إبليس، وصرت له لقمة سائغة،
آه منك أيها الشرير ماذا فعلت بي....؟!
أيها العليّ الذي طأطأ سماء مجده ونزل إلى الأرض لينقذ الغرقى أمثالي،
انتشلني من هوة الظلام التي سقطت فيها،
آه ارحمني يا رب. السماء والأرض ترجوانك من أجلي يا رب"..

## الاحتفال بذكري نياحته
يتم الأحتفال بذكري نياحة القديس إبراهيم القيدوني في الـ29 أكتوبر في الكنيسة الأرثوذكسية الشرقية وفي الكنيسة الكاثوليكية الرومانية. تحتفل به الكنيسة السريانية الكاثوليكية في الـ14 من ديسمبر، والكنيسة القبطية في 29 يوليو الموافق الـ 22 أبيب لسنة 77 للشهداء، والكنيسة السريانية الأرثوذكسية في 24 أكتوبر.

## روابط خارجية
- حياة القديس إبراهيم، الناسك، بقلم القديس ما أفرام السرياني الشماس
- Holweck ، FG قاموس السيرة الذاتية للقديسين . سانت لويس، ميزوري: B. Herder Book Co. 1924.